# Мінеральні добрива Закарпатської області
Мінеральні добрива Закарпатської області - розвідані і випробувані геологами разом з обласними органами Закарпатською станцією хімізації і Закарпатським    інститутом агропромислового виробництва.
Вітамінами життя, росту та врожайності рослин є азот, фосфор та калій в комплексі. Особливо дефіцитним в світі є фосфор. Вміст Р2О5 повинен складати 150-170мг/кг ґрунту, сьогодні його вміст в ґрунтах області складає всього 37-45 мг/кг ґрунту. З кислих ґрунтів Закарпаття він вимивається азотом. Найкраще освоюється рослинами в лужному середовищі.
В ХХ ст. в якості фосфорних добрив використовувалися шлаки металургійних заводів в яких вміст Р2О5 складав всього 0,9%.

## Меліоранти для розкислення ґрунтів
За даними інституту агропромислового виробництва потреби меліорантів для області складають 1,4 млн.т. на рік. На даний час ці потреби в області частково задовольняються вапняковим борошном з родовища вапняку з с.Приборжавського. Значну кількість вапняку завозиться з розкривних порід сірчаних родовищ Прикарпаття. Але ці вапняки містять певну кількість сірки яка посилює кислотність ґрунтів. Запаси вапняків в Закарпатті обмежені і тому їх доцільно використовувати виключно для виробництва вапна.
В той же час в Закарпатті широкого поширення мергелі в яких вміст окису кальцію складає 33-36%. Поклади мергелів утворюють смугу від с.с.Новоселиця в Перечинському районі до Тячівщини. Для зменшення обсягів перевозок геологами рекомендується   розвідати 3-4   родовища   недалеко від автомобільних та залізничних доріг: в с. Новоселиця Перичинського району, в м. Сваляві, с. Приборжавському Іршавського району. На Тячивщині родовище мергелів експлуатує приватна фірма "Янтар" при безпосередній участі геологів і науковців, які два роки випробовуються ці міліоранти на дослідних ділянках. 

## Фосфорні добрива
В України існує великий дефіцит фосфорних добрив. Реальна можливість їх виявлення існує в Рахівському районі, в басейні потоку Білого, де значно підвищена фосфорність карбонатних порід - доломітів. Вміст Р205 складає в середньому 12,14% на потужність 40 м. Площа розповсюдження доломітів в цьому місці 1,5-2,0кв.км, потужність до 70 м.
Враховуючи, що самі доломіти є корисною карбонатною сировиною (вміст кальцію 20-34 % , магнію -16-22 %, калію - до 3%, використовуються в інших країнах для розкислення ґрунтів, а ще мають підвищений вміст Р2О5 їх рекомендується використовувати як комплексне карбронатно-фосфорне добриво.
Для розкислення ґрунтів потрібно вносити 5-6 т. карбонатної суміші на 1га площі і 6 центнерів фосфорних добрив, тобто в співвідношенні 10:1. При вмісті 10% Р2О5 в доломіті, в 1 т. карбонатного (доломітового) борошна міститься 100 кг Р2О5. Вносячи 5-6т карбонатного борошна в ґрунт попадає 500-бООкг фосфату на 1/га ґрунту.